# Фаренюк Артем Миколайович
Артем Миколайович Фаренюк (нар. 9 листопада 1992, Суми) — український футзаліст, нападник збірної України та польського клубу «Eurobus» із Перемишля. Бронзовий призер ЧС-2024 з футзалу.

## Життєпис
Народився 9 листопада 1992 року в Сумах.
Свою професійну ігрову кар'єру Фаренюк розпочав у луганському «ЛТК». У сезоні 2010/11 років дебютував у Першій лізі за дублюючу команду «ЛТК-2», після чого молодий гравець отримав шанс зіграти в основній команді "ЛТК — у чемпіонаті та Кубку України . Вперше приміряв футболку головної команди 6 листопада, коли «ЛТК» під керівництвом Олексія Соломахіна в рідних стінах з рахунком 1:5 поступилась «ПФС». Цікаво, що свій дебютний гол 18-річний футзаліст забив… в Івано-Франківську — «Урагану» у чвертьфінальній кубковій грі.
У 2012 році Фаренюк відправився до Рівного, де провів наступні три сезони за місцевий «Кардинал-Рівне» (64 матчі, 12 голів в Екстра-лізі). Після чого на рік знову одягнув футболку «телефоністів», однак вже у складі об'єднаної команди «ЛТК-ІнБев-НПУ» (17 ігор, 7 м'ячів). По завершенні сезону 2015/16 Артем вдруге повернувся у «Кардинал-Рівне», де відіграв ще два роки. За увесь період виступів за рівнян відіграв 104 матчі і забив 34 голи в Екстра-лізі.
У 2018 році перейшов до лав івано-франківського «Урагана», з яким став чемпіоном Екстра-ліги у сезоні 2018/19. Крім цього за п'ять років виступів у футболці «драконів» тричі здобував Кубок України, Суперкубок та Кубок Ліги. Також вигравав гонку бомбардирів Екстра-ліги в сезонах 2018/19 та 2023/24.
16 липня 2024 року підписав контракт із клубом польської Екстракляси «Євробус» із Перемишля. 9 жовтня дебютував в еліті польського футзалу у домашній грі проти  «Торуні» (2:0), а через три дні забив перший м'яч за нову команду в рамках Екстракляси, відзначившись у ворота клубу «Wilanow» (10:0). 
Збірна України
Дебютував за збірну України з футзалу 30 жовтня 2018 року в товариській грі проти Франції (1:1). Перший м'яч забив у ворота збірної Хорватії також у товариському матчі, який відбувся 10 квітня 2019-го (3:0). На Євро-2022 в Нідерландах взяв участь у 4 матчах, утім голами не відзначався. Через два роки на дебютному для себе чемпіонаті світу з футзалу здобув із збірною бронзові нагороди мундіалю. Станом на 5 лютого 2025 року провів за національну команду 66 матчів, в яких  відзначився 22 влучними ударами.
| Сезон                      | Клуб                       | Ліга                       | М   | Г   |
| -------------------------- | -------------------------- | -------------------------- | --- | --- |
| 2010/11                    | ЛТК-2                      | Перша                      | 13  | 5   |
| 2010/11                    | ЛТК                        | Вища                       | 5   | 0   |
| 2012/13                    | «Кардинал-Рівне»           | Екстра-ліга                | 21  | 1   |
| 2013/14                    | «Кардинал-Рівне»           | Екстра-ліга                | 24  | 5   |
| 2014/15                    | «Кардинал-Рівне»           | Екстра-ліга                | 19  | 6   |
| 2015/16                    | ЛТК/ІнБев                  | Екстра-ліга                | 17  | 7   |
| Усього за ЛТК/ІнБев        | Усього за ЛТК/ІнБев        | Усього за ЛТК/ІнБев        | 22  | 7   |
| 2016/17                    | «Кардинал-Рівне»           | Екстра-ліга                | 21  | 12  |
| 2017/18                    | «Кардинал-Рівне»           | Екстра-ліга                | 19  | 10  |
| Усього за «Кардинал-Рівне» | Усього за «Кардинал-Рівне» | Усього за «Кардинал-Рівне» | 104 | 34  |
| 2018/19                    | \| «Ураган» \|             | Екстра-ліга                | 25  | 20  |
| 2019/20                    | \| «Ураган» \|             | Екстра-ліга                | 15  | 9   |
| 2020/21                    | \| «Ураган» \|             | Екстра-ліга                | 26  | 15  |
| 2021/22                    | \| «Ураган» \|             | Екстра-ліга                | 18  | 15  |
| 2022/23                    | \| «Ураган» \|             | Екстра-ліга                | 34  | 24  |
| 2023/24                    | \| «Ураган» \|             | Екстра-ліга                | 37  | 32  |
| Усього за «Ураган»         | Усього за «Ураган»         | Усього за «Ураган»         | 163 | 115 |
| 2024/25                    | «Eurobus»                  | Екстракляса                | 30  | 23  |
| «Ураган»                   |                            |                            |     |     |

Усього:
Вища/Екстра-ліга: 281 матч — 156 голів
Перша ліга: 13 матчів — 5 голів

## Досягнення

### Клубні
- Чемпіон України (1): 2020/21
- Володар Кубка України (3): 2018/19, 2019/20, 2023/24
- Володар Суперкубка України (1): 2019
- Володар Кубка Ліги (1): 2018
- Срібний призер чемпіонату України (2): 2018/19, 2022/23
- Бронзовий призер чемпіонату України (2): 2019/20, 2023/24

Збірна
• Бронзовий призер чемпіонату світу з футзалу: 2024 

### Індивідуальні
- Найкращий бомбардир чемпіонату України (2): 2018/19 (20 голів), 2023/24 (32 голи)